# AGM-65 Maverick

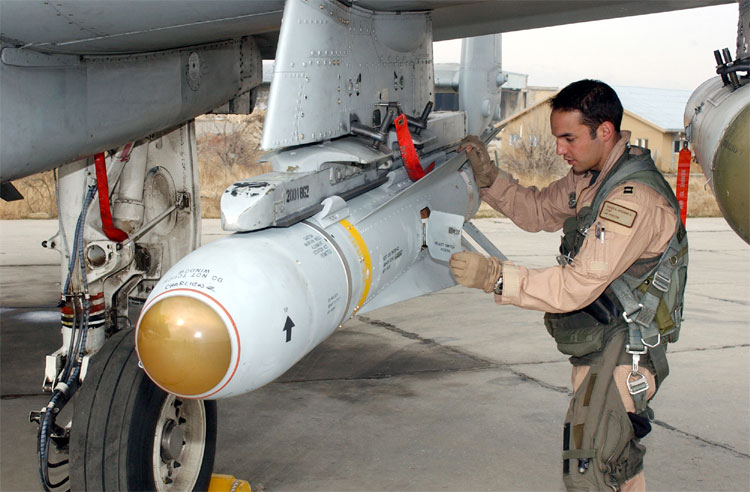
Střela AGM-65 Maverick po připevnění na letoun A-10 Thunderbolt II

AGM-65 Maverick je taktická řízená střela vzduch-země (AGM, z anglického air-to-ground missile) určená pro přímou leteckou podporu. Může být použita pro řadu cílů. Primárně byla navržena jako protitanková zbraň, může však být použita proti protivzdušné obraně, lodím, bunkrům, pozemní dopravě, radiolokátorům či zařízení pro skladování paliva. Střela začala být vyráběna v roce 1972 a od té doby prodělala řadu modifikací (modely A, B, D, E, F, G). Její váha se liší v závislosti na modelu (210–304 kg), průměr je 30,48 cm a délka je 249 cm.
Střely AGM-65 byly použity letouny F-16 a A-10 Thunderbolt II v roce 1991 při útocích na obrněné cíle během války v Perském zálivu. Mavericky sehrály významnou roli při destrukci důležitých iráckých vojenských zařízení.